# Bristolkanal
Der Bristolkanal (englisch Bristol Channel; walisisch Môr Hafren) ist eine Bucht an der Westküste Großbritanniens, zwischen England (Somerset, Devon) und Wales.
Der Begriff Kanal steht hier für „Meerenge“, es handelt sich um eine trichterförmige Meeresbucht des Atlantiks, die im inneren Teil die Mündung des Flusses Severn bildet.
Die IHO grenzt den Bristolkanal nach Westen zur Keltischen See durch die Linie Kap St. Govan’s Head im Norden und Hartland Point im Süden ab. Die Entfernung zwischen den beiden Punkten beträgt 67 Kilometer. Der Hydrographer of the Navy nimmt eine grobe Abgrenzung vor durch eine Linie von St. Govan’s Head über die Insel Lundy bis Hartland Point. Lundy liegt nach diesen Abgrenzungen außerhalb (rund 1,4 km westlich) bzw. genau an der Seegrenze des Bristolkanals.
Die Lage, Orientierung und Geometrie des Wasserkörpers in der Bucht lassen hier die höchsten Tidenhübe von England entstehen. Auf walisischer Seite sind die wichtigsten Häfen am Bristolkanal Cardiff und Swansea, das namensgebende Bristol ist über den Fluss Avon mit dem Bristolkanal verbunden.
Am 20. Januarjul. / 30. Januar 1607greg. war der Bristolkanal von einer folgenschweren Naturkatastrophe betroffen, als eine Flutwelle die Küste überflutete und rund 2000 Menschen ums Leben kamen.

## Gezeitenkraftwerke

### Severn Barrage
Im Bristolkanal war lange Zeit der Bau des weltweit größten Gezeitenkraftwerkes unter dem Namen Severn Barrage geplant. An der Mündung des Severn zwischen Cardiff und Bristol sollte eine 16 Kilometer lange Sperre durch den Bristolkanal errichtet werden. Die dort geplanten 216 Turbinen sollten insgesamt eine Leistung von 8500 MW erreichen und damit fünf Prozent des britischen Stromverbrauches abdecken. Der Standort ist günstig für ein Gezeitenkraftwerk aufgrund des hohen Tidenhubes von bis zu 15 Metern. Es wurden für das Projekt Kosten in Höhe von 15 Milliarden Pfund (19 Mrd. Euro) veranschlagt. In Großbritannien wurde dieses Großprojekt kontrovers diskutiert. Verschiedene Umweltgruppen wandten sich aufgrund der zu erwartenden Umweltschäden gegen den Bau des Severn Barrage.
Die Weiterverfolgung des Projektes wurde Ende 2010 von der britischen Regierung gestoppt, nachdem eine Machbarkeitsstudie Kosten von bis zu 34 Milliarden britische Pfund errechnet hatte.

### Swansea Bay
Als Nachfolger für das aufgegebene Projekt Severn Barrage startete 2010 die Planung für das mit 320 MW wesentlich kleinere Gezeitenkraftwerk Swansea Bay in der gleichnamigen Bucht bei der Stadt Swansea an der Nordküste des Bristolkanals.
Der Bau wurde 2015 vom Energieministerium genehmigt, ein Baubeginn war für Juni 2020 geplant. Die Bauzeit wurde auf etwa vier Jahre angesetzt (mit erster Stromerzeugung im dritten Jahr). Im Jahr 2018 verlautbarte das Department for Business, Energy and Industrial Strategy (BEIS), dass das Projekt nicht weiter verfolgt werde, da es nicht wirtschaftlich sei. Durch den Verkauf von Anteilen einer von Privatinvestoren für das Projekt gegründeten Firma konnte das Projekt zunächst aber weiterfinanziert werden. Um den Ablauf der Frist der Baugenehmigung Ende Juni 2020 nicht verstreichen zu lassen, nahm man einen Tag vorher erste Vorarbeiten auf. Einige Wochen später erklärte aber die britische Regierung wie auch die Regierung vom City and County of Swansea die Baugenehmigung für ausgelaufen, wodurch das Projekt auf Eis gelegt werden musste. Ende März 2021 erklärte die nun zuständige Regierung von Wales, untersuchen zu wollen, ob eine Wiederbelebung des Projektes sinnvoll sei.